# Zu Yi
Zu Yi (祖乙) (siglo XIV a.  C.) fue un rey de China de la dinastía Shang.
En las Memorias históricas, Sima Qian le coloca en el puesto decimotercero de la lista de reyes Shang, sucediendo a su padre,  He Dan Jia (河亶甲). Fue entronizado en el año de Jisi (己巳), con Xiang (相) como su capital. En su primer año de reinado, trasladó la capital a Geng (耿). Al año siguiente, la trasladó de nuevo a Bi (庇), donde seis años después se terminó su palacio. Durante su reinado, los Shang llegaron a ser más fuertes que nunca, gracias a algunos nombramientos afortunados, como los de Wuxian (巫贤), su primer ministro, y  Gaoyu (高圉), su vasallo. Gobernó alrededor de 19 años, antes de morir. Se le dio el nombre póstumo de Zu Yi, y fue sucedido por su hijo, Zu Xin (祖辛).
Inscripciones sobre huesos oraculares desenterrados en Yinxu dan otros datos alternativos. Sería el duodécimo rey de la lista de reyes Shang, sucediendo a su hermano, Jian Jia (戔錢), con el nombre póstumo de Xia Yi (下乙).